# Porta Borsari
Porta Borsari, in antichità conosciuta col nome di porta Iovia per la presenza del vicino tempio dedicato a Giove Lustrale, è una delle porte che si aprivano lungo le mura romane di Verona. La costruzione della struttura risale alla seconda metà del I secolo a.C.; tuttavia la parte rimasta integra risale alla prima metà del I secolo. Porta Borsari costituiva il principale ingresso della città romana, immettendo l'importante via Postumia sul decumano massimo.

## Storia
Porta Borsari venne costruita contemporaneamente alla cinta muraria romana e a porta Leoni intorno alla seconda metà del I secolo a.C., a seguito della definitiva romanizzazione della Gallia Transpadana avvenuta nella primavera del 49 a.C. e al conseguente spostamento dell'abitato di Verona entro l'ansa del fiume Adige. La costruzione, analogamente a porta Leoni, era a pianta quadrata con corte centrale, luogo in cui venivano fermati e controllati i viandanti, e verso l'agro era racchiusa tra due alte torri. Questo divenne l'ingresso principale della città essendo posto lungo il decumano massimo, prosecuzione della via Postumia, ma l'importanza della porta la si può dedurre anche dal nome che aveva la costruzione in antichità, ovvero porta Iovia: come il tempio di Giove Lustrale che sorgeva nelle immediate vicinanze, essa era dedicata a Giove, la principale divinità del pantheon romano. Durante la prima metà del I secolo la porta, che era stata costruita completamente in laterizio, venne ricompresa nell'opera di monumentalizzazione cui venne sottoposta l'importante città veneta: l'intervento previde la giustapposizione di nuove facciate lapidee sul prospetto lato Foro e lato campagna.
Vista l'importanza della struttura, principale via d'accesso alla città, nelle vicinanze era presente in epoca romana una stazione di posta in cui operavano i mancipes, che erano coloro che avevano ricevuto in appalto il servizio postale e dei trasporti riservato alle necessità della pubblica amministrazione, e iumentarii, un'associazione professionale che si occupava degli animali e della pulizia delle stalle. La funzione primaria di accesso all'abitato rimase anche in età medievale, quando la denominazione della porta cambiò in Borsari, prendendo il nome dai bursarii che in quell'epoca riscuotevano i dazi delle merci in entrata e in uscita. Con la costruzione delle cinte murarie comunali e scaligere perse quindi funzionalmente di importanza, tuttavia a partire dall'età rinascimentale divenne oggetto di studio e osservazioni da parte di autori quali Giovanni Caroto e Andrea Palladio, anche se da altri venne invece criticata. Sebastiano Serlio, per esempio, non la giudicò degna di essere riprodotta nella sua opera.
Nel corso dei secoli la porta ha subito diverse mutilazioni e ad oggi è sopravvissuta solo la facciata ad agro di età imperiale, che ha subito importanti interventi di restauro negli anni settanta e ottanta del XX secolo: in particolare vennero fissato gli elementi più danneggiati tramite stuccature in resine epossidiche o tondini d'ottone inseriti nella pietra, e ricoperte le superfici esposte con lastre di piombo, per evitare pericolosi ristagni d'acqua.

## Descrizione
Della porta Iovia è scomparso completamente il fronte verso città e si conserva solo quello di età imperiale verso l'agro, che ha preso l'attuale denominazione di Borsari. La struttura difensiva è alta e larga circa 13 metri, mentre lo spessore della muratura è di 93 cm al terreno e 50 cm in cima.
La facciata, realizzata in pietra bianca della Valpantena, presenta al piano inferiore due fornici impostati su un alto zoccolo, oggi interrato. I fornici sono entrambi inquadrati in edicole composte da due semicolonne con capitello corinzio sorreggenti trabeazione e frontone, secondo un partito architettonico frequente dall'età augustea. Al di sopra si sviluppano altri due piani, ciascuno con sei finestre incorniciate da una fine decorazione: nel primo piano, le due finestre centrali sono caratterizzate da piccole edicole e sono riunite in un avancorpo cui ne fanno da contrappunto altri due alle estremità del piano, anche queste entro edicole; nel secondo livello, le finestre sono invece comprese tra colonnine coronate da una trabeazione articolata in corpi rientranti e sporgenti, disposti alternativamente rispetto all'andamento dell'ordine sottostante. Il lato verso la città della porta, invece, è priva di decorazioni in quanto originariamente questa parte si saldava alla preesistente porta in laterizio di epoca tardo repubblicana, analogamente a quello che si può ancora vedere a porta Leoni.
I singoli piani divenivano parte di una composizione unitaria tramite la notevole ricchezza ornamentale e il gusto coloristico assai marcato, che erano caratteri distintivi della facciata, come era necessario per la funzione di rappresentanza che aveva il principale ingresso a Verona romana.